# Richard Lietz

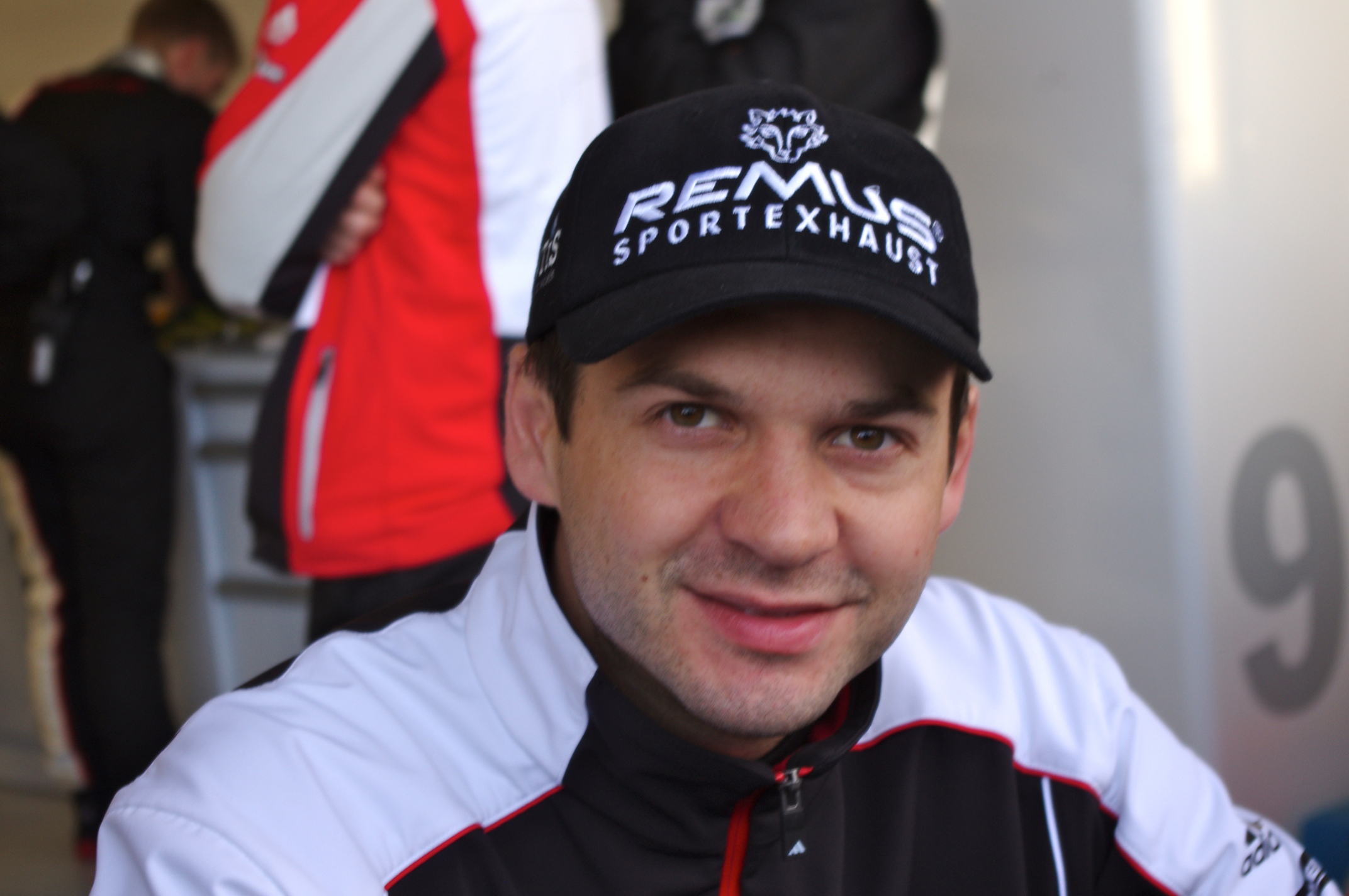
Richard Lietz 2013

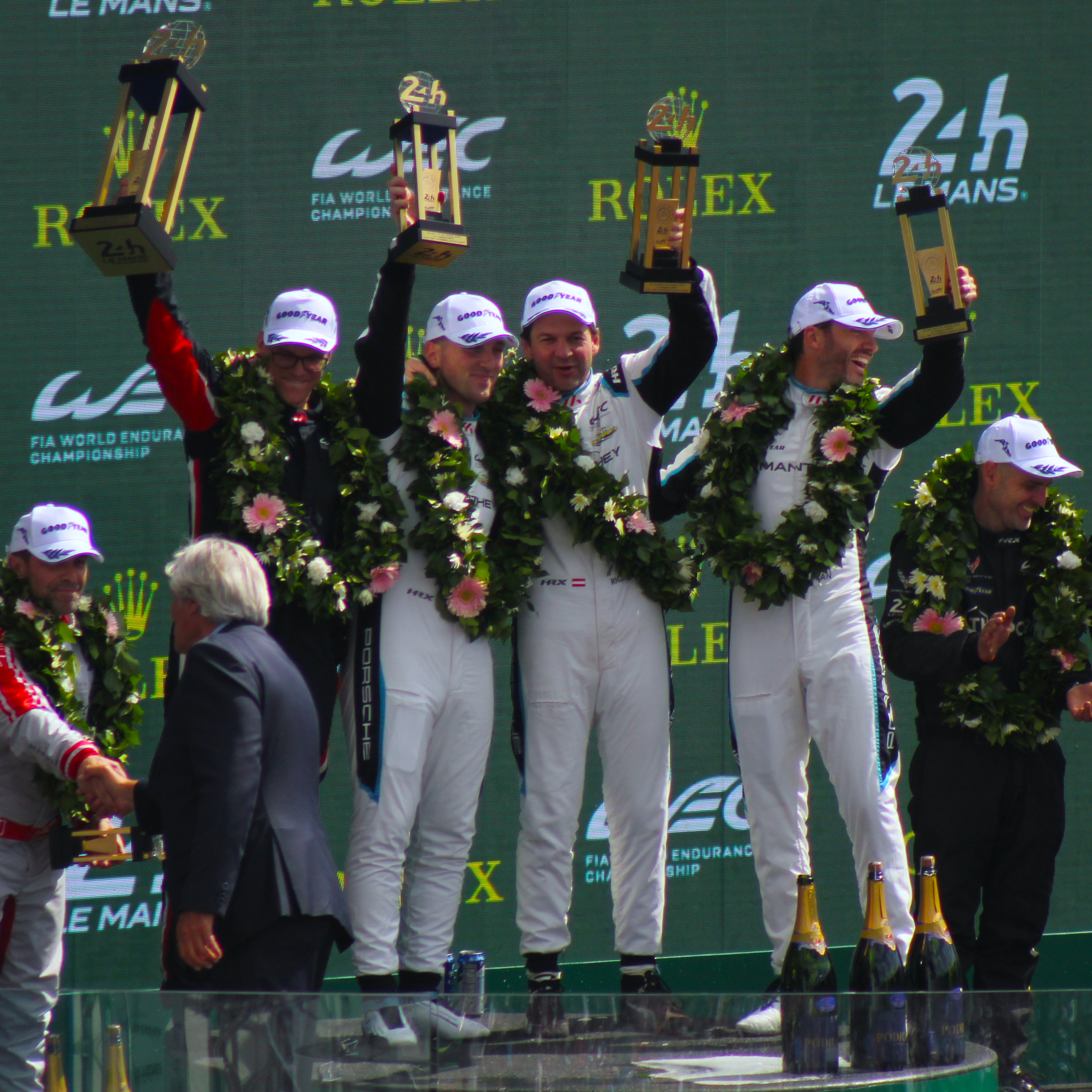
Richard Lietz (Mitte) auf dem Podium nach dem Klassensieg beim 24-Stunden-Rennen von Le Mans 2025

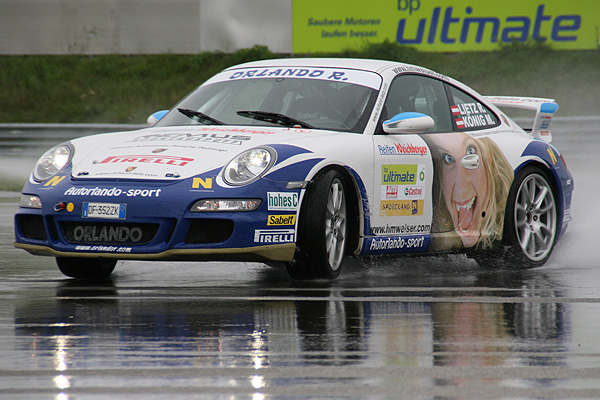
Richard Lietz im Autorlando sport Porsche

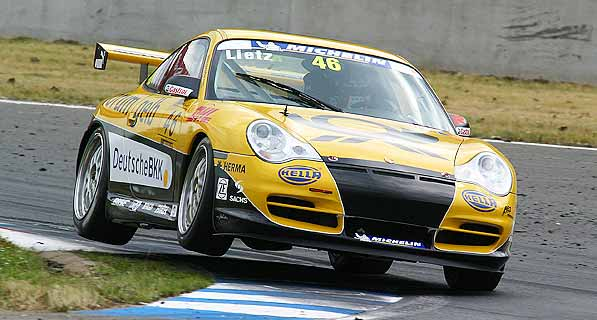
Lietz 2005 in Oschersleben

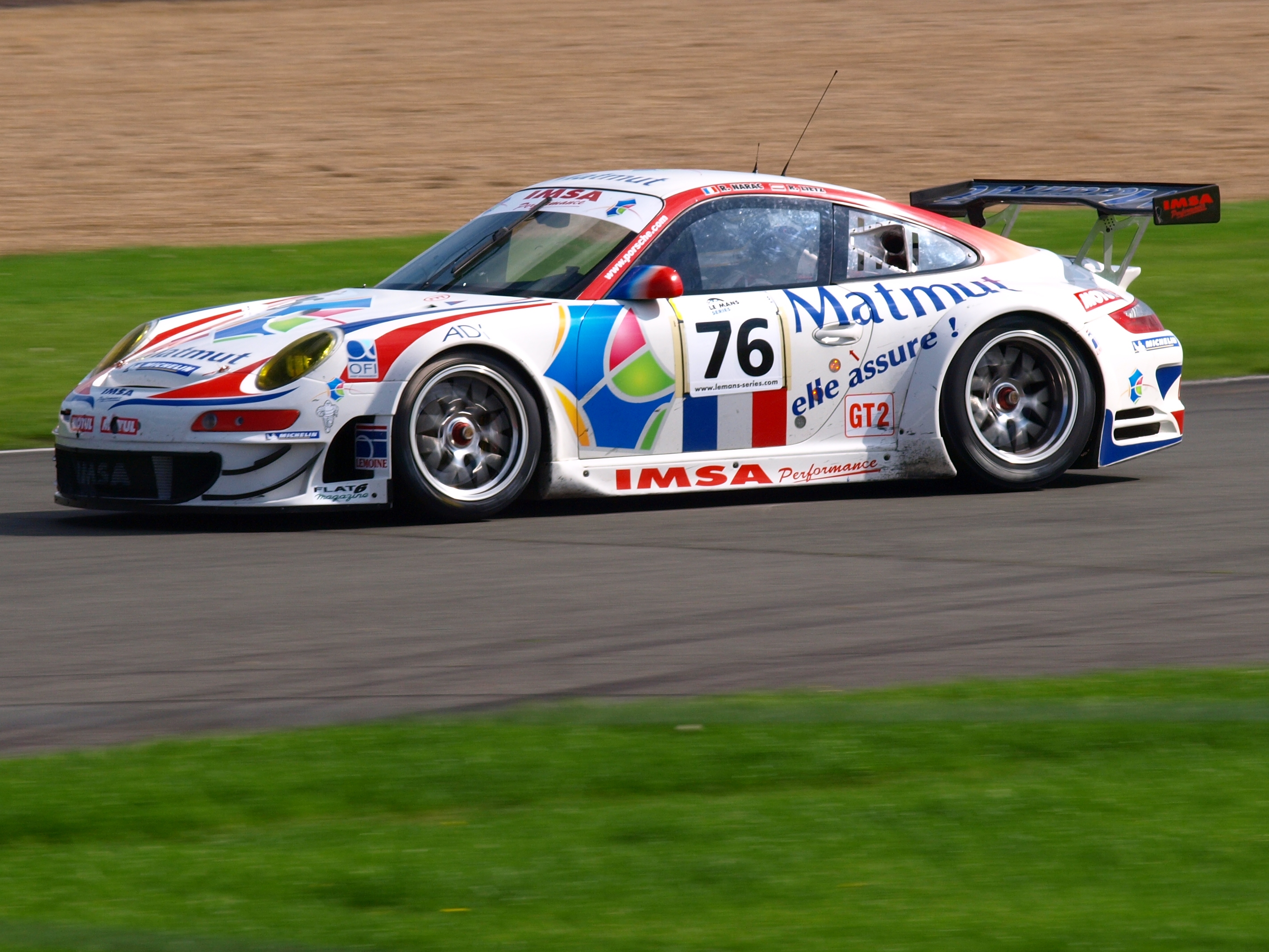
Lietz 2008 im Porsche von IMSA Performance beim 1000-km-Rennen von Silverstone 2008

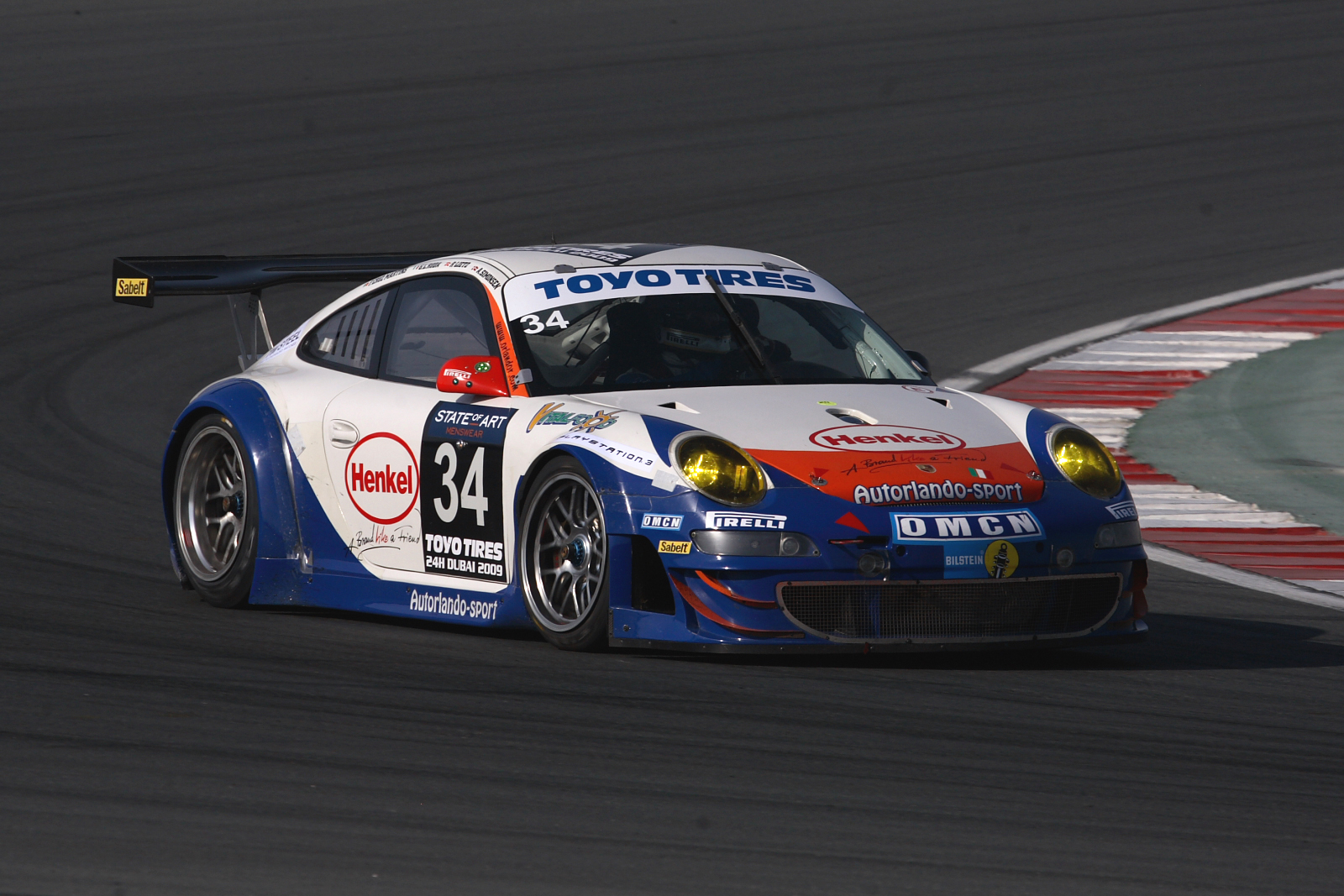
Richard Lietz im Autorlando Porsche RSR, Dubai 2009

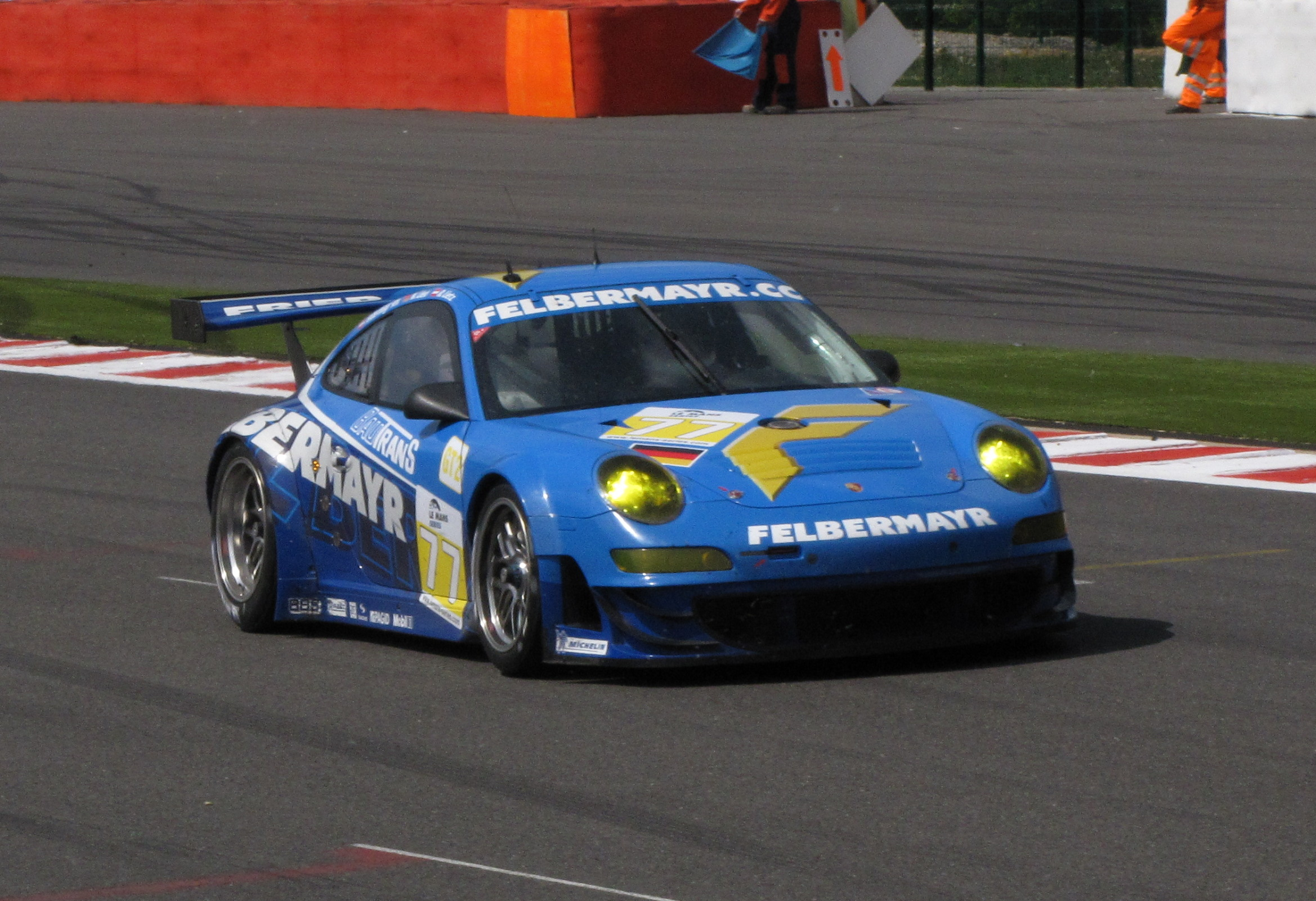
Lietz im Porsche von Felbermayr-Proton beim 1000-km-Rennen von Spa-Francorchamps 2009

Der von Richard Lietz beim 24-Stunden-Rennen von Le Mans 2022 gefahrene Porsche 911 RSR-19

Richard "Richie" Lietz (* 17. Dezember 1983 in Waidhofen an der Ybbs) ist ein österreichischer Rennfahrer. Der gebürtige Niederösterreicher ist der Sohn von Sylvia und Christian Lietz, hat zwei Geschwister (Elisabeth und Phillipp) und wohnt in seiner Heimatgemeinde Ybbsitz.

## Karriere

### Anfänge im Motorsport
Seine Motorsportkarriere begann er 1997 im Alter von 14 Jahren. Zunächst im Kartsport und bei diversen Eisrennen aktiv, wechselte er 2000 in den BMW Formel ADAC Junior Cup, dessen Basistraining er bereits im Vorjahr als bester Teilnehmer abschloss. In der ersten Saison beendete er mehrere Rennen auf dem Siegerpodest. Im Folgejahr blieb er in der Meisterschaft und untermauerte seine Vorjahresergebnisse unter anderem mit zwei Siegen auf dem EuroSpeedway Lausitz und auf dem Salzburgring. 2002 wechselte Lietz in die Deutsche Formel-3-Meisterschaft, war mit seinem älteren Dallara jedoch chancenlos. Daneben startete er auch in der Österreichischen Formel-3-Meisterschaft und siegte zweimal auf dem Autodrom Most. Auch 2003 trat Lietz in der Österreichischen Formel-3-Meisterschaft an und gewann erneut zwei Meisterschaftsläufe. Der nun als Cup ausgetragenen deutschen Formel 3 kehrte er den Rücken zugunsten der neuen Formel-3-Euroserie. Bis auf die verregnete Qualifikation am Hockenheimring, bei dem Lietz knapp die Pole-Position verpasste, konnte er sich in der Saison nicht profilieren und beendete nur drei der 20 Wertungsläufen in den Punkten.

### Rallye
Neben seinen Einsätzen auf der Rundrennstrecke bestritt Lietz auch mehrere Rallyes. So beendete er den Harrach Sprint 2001 als bester seiner Klasse. Im Folgejahr trat er bei der Waldviertelrallye in der Gruppe N an und wurde als fünfter klassifiziert. Auch in den weiteren Jahren bis 2007 war Lietz bei diversen anderen Eisrennen und Rallyes gemeldet. So gewann er 2003 die Rennen in Palfau und Gaflenz. Seinen letzten Sieg in dieser Disziplin konnte er 2007 bei der Herbstrallye Leiben proklamieren.

### Porsche Markenpokal
Im Jahr 2004 wechselte er vom Formelsport zu GT-Fahrzeugen und nahm am Porsche Carrera Cup Deutschland teil. Durch diverse Platzierungen unter den ersten fünf Fahrern sicherte sich Lietz in der Meisterschaft den vierten Gesamtrang und den Titel Rookie of the Year. Im darauf folgenden Jahr blieb Lietz der Meisterschaft erhalten und beendete die Saison als Fünfter. Zusätzlich fuhr er im Porsche Michelin Supercup für tolimit motorsport und gewann dort das Rennen in Magny-Cours. Mit einem weiteren Podiumsplatz in Hockenheim sicherte er sich im Supercup den Titel Rookie of the Year. 2006 folgte sein bisher letzter Auftritt in beiden Markenpokalserien. Während er im Carrera Cup mit einem Sieg in Barcelona auf dem vierten Gesamtrang landete, sammelte er im Supercup durch mehrere Podiumsplatzierungen und Siege auf dem Circuit de Monaco und Hockenheimring ausreichend Punkte, um am Saisonende den dritten Rang der Meisterschaftswertung zu belegen. Durch seine guten Leistungen wurde er am Ende des Jahres in den Porsche-Werkskader aufgenommen.

### International GT Open
In seinem ersten Jahr als Porsche-Werksfahrer wurde er dem italienischen Team Autorlando Sport zugewiesen, mit dem er 2007 und 2008 an der International-GT-Open-Meisterschaft teilnahm. 2007 teilte sich Lietz seinen Porsche 911 GT3 RSR mit Joël Camathias und gewann die Serie mit vier Punkten Vorsprung vor Andrea Montermini und Michele Maceratesi. Als Titelverteidiger blieb er bei Autorlando, erhielt aber einen neuen Teamkollegen an die Seite gestellt. Er und Gianluca Roda mussten sich trotz fünf Rennsiegen den Vizemeistern des Vorjahrs geschlagen geben. In den folgenden beiden Jahren fuhr Lietz weiterhin mit Roda und beendete sowohl die Saison 2009 als auch die Saison 2010 als Vizemeister der Serie. 2009 musste sich das Team Marcel Fässler und seinem ehemaligen Teamkollegen Joël Camathias geschlagen geben, 2010 Pierre Kaffer und Álvaro Barba López.

### Le Mans Series
Zusätzlich zu seinem Engagement bei Autorlando Sport bestritt Lietz 2007 zusammen mit Raymond Narac die Le Mans Series. Während er in zwei von sechs Rennen von der Pole-Position der GT2-Klasse startete, konnte Lietz und Teameigner Narac die konstant guten Qualifikationsergebnisse in lediglich eine Podiumsplatzierung umwandeln. In der Saison 2008 blieb er bei IMSA Performance Matmut und startete weiterhin mit Raymond Narac. In der nun auf fünf Rennen gekürzten Rennserie beendete das Fahrerduo insgesamt zwei Meisterschaftsläufe auf dem Podium. Ein Klassensieg beim 1000-km-Rennen von Monza wurde ihm nach der technischen Abnahme aberkannt. Die Rennkommissare stellten fest, dass die Verbindung zum Datenaufzeichnungsgerät seines Porsche unterbrochen war, und disqualifizierten ihn und Narac nachträglich. 2009 verblieb Lietz in der Le Mans Series, wechselte jedoch zum GT2-Vizemeisterteam Felbermayr-Proton. Damit teilte er sich nun das Cockpit mit Marc Lieb. Das Fahrerduo konnte den ersten Meisterschaftslauf der Saison 2009 als Klassensieger beenden. Beim folgenden 1000-km-Rennen von Spa gewann Lieb und Lietz ebenfalls, jedoch wurde der Wagen bei der technischen Abnahme disqualifiziert. Während Lieb von dem Aston Martin DBR9 des Jetalliance Racing Team überrundet wurde, kollidierten die beiden Fahrzeuge. Bei dem daraus resultierenden Reifenschaden wurde der hinter Kotflügel stark beschädigt. Da der Reifen nun nicht mehr komplett verdeckt war, lag nach Meinung der Rennkommissare ein Regelwerkverstoß vor, und sie nahmen den Wagen aus der Wertung. Felbermayr-Proton legte gegen die Entscheidung Protest ein und bekam vom Schiedsgericht den Sieg erneut zugesprochen. Nachdem Francisco Cruz Martins im Schwesterfahrzeug beim Start des 1000-km-Rennens in Algarve die nun in der Meisterschaft führenden Teamkollegen abdrängte und nach Reparaturen lediglich zwei Punkte erhielten, erschienen Lieb und Lietz zum letzten Lauf in Silverstone mit acht Punkten Vorsprung. Richard Lietz entschied die Qualifikation für sich und erhöhte das Punktekonto des Teams auf neun Punkte. Im Rennen hingegen konnte Verfolger Robert Bell und Gianmaria Bruni die Führung übernehmen. Der Boxermotor des Porsche lief hingegen nur auf fünf von sechs Zylindern. Trotz fehlender Leistung fuhr das Deutsch-Österreichische Fahrerduo knapp in die Punkte und beendete die Meisterschaft mit einem Zähler Vorsprung. Auch 2010 blieb Lietz in der Le Mans Series. Er und sein Teamkollege Marc Lieb beendeten drei der fünf Läufe als Klassensieger der GT2. Damit verteidigte das Duo ihren Titel in der Meisterschaft. Zudem zählte das Finale in Silverstone zum neu ausgeschriebenen Intercontinental Le Mans Cup, an sein Team Felbermayr-Proton ebenfalls teilnahm. Die lediglich drei Rennen umfassende Saison endete am 7. November mit dem 1000-km-Rennen von Zhuhai. Die Podiumsplatzierung von Lieb und Lietz und der vierte Platz des Schwesterfahrzeugs reichte Felbermayr-Proton zum Sieg der GT2-Teammeisterschaft der neuen Serie.

### 24-Stunden-Rennen von Le Mans
Lietz erster Einsatz in Le Mans erfolgte zusammen mit Raymon Nararc und für IMSA Performance Matmut. Für das 24-Stunden-Rennen wurde das Team von Porsche-Werksfahrer Patrick Long unterstützt. Lietz übernahm die Qualifikation des Wagens, die er als zweitschnellster GT2-Pilot beendete. Das Trio blieb im Rennen im Spitzenfeld der GT2 und übernahm am Morgen die Führung in der Klasse, die sie bis zum Rennende behielten. Im folgenden Jahr trat Lietz sowohl mit IMSA Performance Matmut als auch mit den erfolgreichen Teamkollegen von 2007 an. Ins Rennen konnte Lietz indes nicht eingreifen, Patrick Long übernahm den ersten Einsatz im Wagen und kollidierte mit Seth Neiman, der sich vor ihm auf dem Kurs drehte. 2009 fuhr Lietz nun, wie in der Le Mans Series, für Felbermayr-Proton. Gegen Ende seines ersten Stints blieb er im Porsche 997 GT3 RSR auf der Strecke liegen, nachdem die Elektronik der Benzinpumpe nicht mehr korrekt funktionierte. 2010 kehrte Lietz mit gleicher Besetzung an die Sarthe zurück, beendete das Rennen in diesem Jahr jedoch als Klassensieger auf dem 11. Gesamtrang.

### Andere Rennserien
Als Porsche-Werksfahrer wurde Lietz schon in seiner ersten Saison in verschiedenen anderen Langstreckenrennen eingesetzt. Bereits im Januar 2007 war Lietz auf einem Cup-Porsche für das 24-Stunden-Rennen von Daytona gemeldet. Zunächst konnte das Team, bei dem er unter anderem mit dem späteren Porsche-Werksfahrer Richard Westbrook fuhr, im Spitzenfeld mithalten. Ein Bremsenwechsel warf den Porsche jedoch zurück, ein Rückstand der bis zum Rennende nicht aufgeholt werden konnte. Mitte des Jahres folgte ein Einsatz mit Raymond Narac und Patrick Long beim 24-Stunden-Rennen von Spa-Francorchamps. Das Fahrertrio, das bereits wenige Wochen vorher in Le Mans einen Klassensieg erzielte, beendete den wichtigsten Lauf der FIA-GT-Meisterschaft auf dem Podium der Fahrzeugkategorie GT2. Bis zum Jahresende konzentrierte er sich nun auf sein Hauptengagement in der International GT Open und Le Mans Series.
2008 war Lietz, wie im Vorjahr, für Synergy Racing in Daytona gemeldet. Mit Steven Johnson und Patrick Huisman wechselte er sich zudem mit zwei Fahrern aus dem letzten Jahr ab. Im Rennen fuhr das Team im ersten Rennviertel in den Top 10, Lietz konnte zwischenzeitlich einige Führungskilometer in der GT-Klasse sammeln, bis Teamkollege Robert Doornbos in Runde 183 an einen Konkurrenten geriet und das Fahrzeug beschädigte. Das Team konnte später weiterfahren, verlor jedoch viel Zeit in der Box und beendete den Meisterschaftslauf im hinteren Mittelfeld. Nach einem Monat Pause trat Lietz auch beim Saisonauftakt der American Le Mans Series an. So startete er bei seinem ersten 12-Stunden-Rennen von Sebring an der Seite von Patrick Pilet und Johannes van Overbeek. In der 25. Minute des Rennens drängte Rinaldo Capello im Audi R10 beim Überrunden den Wagen des Teams von der Strecke ab. Trotz eines längeren nun notwendigen Reparaturboxenstopps beendete das Fahrertrio von Flying Lizard Motorsports das Rennen im GT2-Mittelfeld. Zurück in Europa folgten mehrere Meisterschaftsläufe in der Le Mans Series und International GT Open, bis er im August 2008 erneut mit Raymon Narac und Patrick Long beim 24-Stunden-Rennen von Spa gemeldet war. Wie in den Rennen abseits seines Hauptprogramms, begann der Lauf zunächst aussichtsreich. Lietz führte mehrere Runden in seiner Klasse, bis ein Getriebeschaden das Team weit zurückwarf. Während er in Spa für IMSA Performance Matmut fuhr, war er beim anschließenden Meisterschaftslauf für sein zukünftiges Le-Mans-Series-Einsatzteam Felbermayr-Proton gemeldet. An der Seite von Teameigner Horst Felbermayr jr. konnte sich Lietz nicht durchsetzen und beendete den ersten der einstündigen Läufe mit mehreren Runden Rückstand. Im zweiten Rennen fiel der Porsche komplett aus. Zum Abschluss des Jahres fuhr er für Autolando Sport beim meisterschaftsunabhängigen 6-Stunden-Rennen von Vallelunga. Trotz Teilnahme mehrerer leistungsstärkerer Sportprototypen beendete Lietz zusammen mit Maurizio Fratti und Alex Caffi das Rennen auf dem zweiten Platz des Gesamtklassements.
Nach einmonatiger Winterpause fuhr Lietz erneut als Werksfahrer beim 24-Stunden-Rennen von Dubai, beendete das Rennen am 11. Januar 2009 jedoch nur im Mittelfeld. Zwei Wochen später folgte das 24-Stunden-Rennen von Daytona, bei dem er unter anderem mit Werksfahrer Emmanuel Collard den zweiten Platz in der GT-Kategorie errang. Im Verlauf des Jahres vertrat Lietz in der italienischen GT-Meisterschaft Sascha Maassen, der selbst außerhalb seines Hauptengagements beim Petit Le Mans fuhr. Mit zwei Podiumsplatzierungen beim Rennwochenende in Mugello verhalf er damit seinem Teamkollegen Francisco Cruz Martins am Jahresende zum Meistertitel der nationalen GT-Meisterschaft.
Das Jahr 2010 begann für Lietz mit dem 24-Stunden-Rennen von Daytona. Dazu wurde er mit Magnus Racing einer neugegründeten Mannschaft zugeteilt. Das Debüt des Teams im Porsche 997 GT3 Cup beendete er unter anderem mit Jeroen Bleekemolen auf dem fünften Platz des GT-Klassements. Danach startete Lietz neben seinen Hauptengagement in der International GT Open und der Le Mans Series unregelmäßig für Autorlando Sport in der italienischen GT-Meisterschaft. Dort pilotierte Lietz zusammen mit seinem GT-Open-Teamkollegen Gianluca Roda einen Porsche 997 GT3 R in der GT3-Klassement der Serie. Zusammen mit Raffaele Giammaria, Wolf Henzler und Patrick Pilet half Lietz den Fahrertitel für Roda 2010 einzufahren.
Seit 2007 steht Richard Lietz beim Porsche-Werksteam als Werksfahrer unter Vertrag.

## Statistik

### Erfolgsliste (Auszug)
- 2001: Österreichische Rallye Challenge: 1. Platz
- 2007: Meister der International GT Open
- 2007, 2010: GT2-Klassensieg beim 24-Stunden-Rennen von Le Mans
- 2008, 2009, 2010: Vizemeister der International GT Open
- 2009, 2010: Meister der Le Mans Series in der GT2-Klasse
- 2018: Gesamtsieger des 24h-Rennens am Nürburgring (Team Manthey-Racing)

### Le-Mans-Ergebnisse
| Jahr | Team                    | Fahrzeug                | Teamkollege         | Teamkollege      | Platzierung             | Ausfallgrund    |
| ---- | ----------------------- | ----------------------- | ------------------- | ---------------- | ----------------------- | --------------- |
| 2007 | IMSA Performance Matmut | Porsche 997 GT3 RSR     | Raymond Narac       | Patrick Long     | Rang 15 und Klassensieg |                 |
| 2008 | IMSA Performance Matmut | Porsche 997 GT3 RSR     | Raymond Narac       | Patrick Long     | Ausfall                 | Unfall          |
| 2009 | Felbermayr-Proton       | Porsche 997 GT3 RSR     | Marc Lieb           | Wolf Henzler     | Ausfall                 | Elektronik      |
| 2010 | Felbermayr-Proton       | Porsche 997 GT3 RSR     | Marc Lieb           | Wolf Henzler     | Rang 11 und Klassensieg |                 |
| 2011 | Team Felbermayr-Proton  | Porsche 997 GT3 RSR     | Marc Lieb           | Wolf Henzler     | Rang 16                 |                 |
| 2012 | Team Felbermayr-Proton  | Porsche 997 GT3 RSR     | Marc Lieb           | Wolf Henzler     | Ausfall                 | Getriebeschaden |
| 2013 | Porsche AG Team Manthey | Porsche 911 RSR         | Marc Lieb           | Romain Dumas     | Rang 15 und Klassensieg |                 |
| 2014 | Porsche AG Team Manthey | Porsche 911 RSR         | Frédéric Makowiecki | Marco Holzer     | Rang 17                 |                 |
| 2015 | Porsche Team Manthey    | Porsche 911 RSR         | Michael Christensen | Jörg Bergmeister | Rang 30                 |                 |
| 2016 | Dempsey-Proton Racing   | Porsche 911 RSR         | Michael Christensen | Philipp Eng      | Rang 31                 |                 |
| 2017 | Porsche GT Team         | Porsche 911 RSR         | Frédéric Makowiecki | Patrick Pilet    | Rang 20                 |                 |
| 2018 | Porsche GT Team         | Porsche 991 RSR GTE     | Frédéric Makowiecki | Gianmaria Bruni  | Rang 16                 |                 |
| 2019 | Porsche GT Team         | Porsche 991 RSR GTE     | Frédéric Makowiecki | Gianmaria Bruni  | Rang 21                 |                 |
| 2020 | Porsche GT Team         | Porsche 991 RSR-19      | Frédéric Makowiecki | Gianmaria Bruni  | Rang 31                 |                 |
| 2021 | Porsche GT Team         | Porsche 991 RSR-19      | Frédéric Makowiecki | Gianmaria Bruni  | Rang 23                 |                 |
| 2022 | Porsche GT Team         | Porsche 991 RSR-19      | Frédéric Makowiecki | Gianmaria Bruni  | Rang 28 und Klassensieg |                 |
| 2023 | Proton Competition      | Porsche 911 RSR-19      | Michael Fassbender  | Martin Rump      | Ausfall                 | Unfall          |
| 2024 | Manthey EMA             | Porsche 911 GT3 R LMGT3 | Morris Schuring     | Yasser Shahin    | Rang 27 und Klassensieg |                 |
| 2025 | Manthey 1st Phorm       | Porsche 911 GT3 R LMGT3 | Ryan Hardwick       | Riccardo Pera    | Rang 33 und Klassensieg |                 |

### Sebring-Ergebnisse
| Jahr | Team                      | Fahrzeug                | Teamkollege           | Teamkollege       | Teamkollege | Platzierung | Ausfallgrund |
| ---- | ------------------------- | ----------------------- | --------------------- | ----------------- | ----------- | ----------- | ------------ |
| 2008 | Flying Lizard Motorsports | Porsche 997 GT3 RSR     | Johannes van Overbeek | Patrick Pilet     |             | Rang 20     |              |
| 2009 | Farnbacher Loles Racing   | Porsche 997 GT3 RSR     | Wolf Henzler          | Dirk Werner       |             | Rang 14     |              |
| 2010 | Flying Lizard Motorsports | Porsche 997 GT3 RSR     | Seth Neiman           | Darren Law        |             | Rang 11     |              |
| 2011 | Proton Competition        | Porsche 997 GT3 RSR     | Gianluca Roda         | Christian Ried    |             | Rang 36     |              |
| 2012 | Team Felbermayr Proton    | Porsche 997 GT3 RSR     | Marc Lieb             | Patrick Pilet     |             | Rang 22     |              |
| 2013 | Paul Miller Racing        | Porsche 997 GT3 RSR     | Bryce Miller          | Marco Holzer      |             | Rang 20     |              |
| 2014 | Porsche North America     | Porsche 911 RSR         | Nick Tandy            | Patrick Pilet     |             | Rang 20     |              |
| 2015 | Porsche North America     | Porsche 911 RSR         | Nick Tandy            | Patrick Pilet     | Earl Bamber | Rang 14     |              |
| 2017 | Porsche GT Team           | Porsche 911 RSR         | Laurens Vanthoor      | Kévin Estre       |             | Rang 14     |              |
| 2025 | Proton Competition        | Porsche 911 GT3 R (992) | Matteo Cressoni       | Claudio Schiavoni |             | Rang 26     |              |

### Einzelergebnisse in der FIA-Langstrecken-Weltmeisterschaft
| Saison  | Team               | Rennwagen               | 1   | 2   | 3   | 4   | 5   | 6   | 7   | 8   | 9   |
| ------- | ------------------ | ----------------------- | --- | --- | --- | --- | --- | --- | --- | --- | --- |
| 2012    | Felbermayr-Proton  | Porsche 997 GT3 RSR     | SEB | SPA | LEM | SIL | SAO | BAH | FUJ | SHA |     |
| 2012    | Felbermayr-Proton  | Porsche 997 GT3 RSR     | 22  | 18  | DNF | 27  | 18  | 15  | 17  | 17  |     |
| 2013    | Manthey-Racing     | Porsche 911 RSR         | SIL | SPA | LEM | SAO | AUS | FUJ | SHA | BAH |     |
| 2013    | Manthey-Racing     | Porsche 911 RSR         | 17  | 19  | 15  | 13  | 15  | 16  | 17  | 12  |     |
| 2014    | Manthey-Racing     | Porsche 911 RSR         | SIL | SPA | LEM | AUS | FUJ | SHA | BAH | SAO |     |
| 2014    | Manthey-Racing     | Porsche 911 RSR         | 7   |     | 17  |     | 16  | 17  | 16  | 12  |     |
| 2015    | Manthey-Racing     | Porsche 911 RSR         | SIL | SPA | LEM | NÜR | AUS | FUJ | SHA | BAH |     |
| 2015    | Manthey-Racing     | Porsche 911 RSR         | 10  | 17  | 30  | 15  | 14  | 17  | 14  | 23  |     |
| 2016    | Proton Racing      | Porsche 911 RSR         | SIL | SPA | LEM | NÜR | MEX | AUS | FUJ | SHA | BAH |
| 2016    | Proton Racing      | Porsche 911 RSR         | 25  | 18  | 31  | 23  | 20  | 21  | 23  | 22  | 25  |
| 2017    | Porsche GT Team    | Porsche 911 RSR         | SIL | SPA | LEM | NÜR | MEX | AUS | FUJ | SHA | BAH |
| 2017    | Porsche GT Team    | Porsche 911 RSR         | 15  | 21  | 20  | 16  | 16  | 18  | 12  | 15  | 17  |
| 2018/19 | Porsche GT Team    | Porsche 991 RSR         | SPA | LEM | SIL | FUJ | SHA | SEB | SPA | LEM |     |
| 2018/19 | Porsche GT Team    | Porsche 991 RSR         | 16  | 16  | DNF | 15  | 9   | 10  | 22  | 21  |     |
| 2019/20 | Porsche GT Team    | Porsche 991 RSR         | SIL | FUJ | SHA | BAH | AUS | SPA | LEM | BAH |     |
| 2019/20 | Porsche GT Team    | Porsche 991 RSR         | 13  | 18  | 15  | 17  | 21  | 13  | 31  | 9   |     |
| 2021    | Porsche GT Team    | Porsche 991 RSR         | SPA | POR | MON | LEM | BAH | BAH |     |     |     |
| 2021    | Porsche GT Team    | Porsche 991 RSR         | 19  | 17  | 17  | 23  | 14  | 18  |     |     |     |
| 2022    | Porsche GT Team    | Porsche 911 RSR         | SEB | SPA | LEM | MON | FUJ | BAH |     |     |     |
| 2022    | Porsche GT Team    | Porsche 911 RSR         | 19  | 20  | 28  |     | 21  | 20  |     |     |     |
| 2023    | Proton Competition | Porsche 911 RSR         | SEB | POR | SPA | LEM | MON | FUJ | BAH |     |     |
| 2023    | Proton Competition | Porsche 911 RSR         | DNF |     |     |     |     |     |     |     |     |
| 2024    | Manthey-Racing     | Porsche 911 GT3 R LMGT3 | KAT | IMO | SPA | LEM | SAO | AUS | FUJ | BAH |     |
| 2024    | Manthey-Racing     | Porsche 911 GT3 R LMGT3 | 30  | 33  | 16  | 27  | 30  | 18  | 26  | 19  |     |
| 2025    | Manthey-Racing     | Porsche 911 GT3 R LMGT3 | KAT | IMO | SPA | LEM | SAO | AUS | FUJ | BAH |     |
| 2025    | Manthey-Racing     | Porsche 911 GT3 R LMGT3 | 29  | 19  | 21  | 33  | 23  |     |     |     |     |